# Harald Elster
Harald Elster (* 7. November 1952 in Morsbach) ist ein deutscher Steuerberater und Wirtschaftsprüfer. Er war von 2013 bis 2021 Präsident des Deutschen Steuerberaterverbands e.V. (DStV) und seitdem dessen Ehrenpräsident.

## Werdegang
Elster arbeitete bis 1985 als kaufmännischer Leiter eines mittelständischen Unternehmens. Er wurde 1979 als Steuerbevollmächtigter bestellt und ist seit 1982 auch Steuerberater. 1986 erfolgte die Bestellung zum Wirtschaftsprüfer und 2003 zum Prüfer der Qualitätskontrolle nach § 57a Abs. 3 Wirtschaftsprüferordnung (WPO). Seit 1986 ist Elster mit einer eigenen Kanzlei und seit 2005 in der Sozietät Elster & Dr. Dietrich in Reichshof selbstständig beratend tätig.
1996 wählte der Bezirk Oberberg des Steuerberater-Verbands e.V. Köln Elster zum Vorsitzenden. Ab 2000 engagierte Elster sich zunächst als Vizepräsident, seit 2008 als Präsident des Steuerberater-Verbands e.V. Köln. Zu der Wahl auf der Mitgliederversammlung am 1. Juni 2021 trat Harald Elster nicht wieder an. Zu seinem Nachfolger wurde Gero Hagemeister gewählt. Gegen ein bundesweites Verbandsengagement begann Elster mit der Wahl zum Vizepräsidenten und Schatzmeister des Deutschen Steuerberaterverbands (DStV) und des Deutschen Steuerberaterinstituts e.V. (DStI) im Jahr 2009. 2013 wählte ihn die DStV-Mitgliederversammlung zum neuen Präsidenten von DStV und DStI und bestätigte ihn in diesem Amt im Jahr 2017. Bei der turnusmäßigen Neuwahl des DStV- und DStI-Präsidiums trat Elster 2021 nicht erneut  an. Sein Nachfolger wurde in beiden Gremien Torsten Lüth. Die Mitgliederversammlung wählte Harald Elster zum Ehrenpräsidenten des DStV.
Während seiner Präsidentschaft setzte sich Elster neben den Belangen der steuerberatenden und wirtschaftsprüfenden Berufe insbesondere für die Stärkung des wirtschaftlichen Mittelstands in Deutschland, die Erhöhung der Präsenz der steuerberatenden und wirtschaftsprüfenden Berufe in Europa sowie die Herausstellung der betriebswirtschaftlichen Kompetenz des Berufsstands ein. In Elsters Amtszeit entwickelte sich der Deutsche Steuerberatertag zum größten Branchentreffen Deutschlands mit Fachvorträgen, Weiterbildungseinheiten und einer umfangreichen Fachausstellung im deutschsprachigen Raum. Auch die strategische Ausweitung des politischen Aktionsraums nach Europa und die Eröffnung eines Europabüros in Brüssel zusammen mit der Bundessteuerberaterkammer als German Tax Advisers, fällt in seine Amtszeit als DStV-Präsident. Neben seinem ehrenamtlichen Einsatz für den DStV, engagierte sich Elster von 2013 bis 2017 ehrenamtlich als Vizepräsident und Schatzmeister beim Bundesverband der Freien Berufe (BFB).

## Positionen

### Anzeigepflichten für Steuergestaltungen
Die im Zuge von Cum-Ex, LuxLeaks und Panamapapers verschärfte Gesetzgebung zu grenzüberschreitenden Steuergestaltungen kritisiert Elster mit Blick auf die Tätigkeit des Steuerberaters als überzogen. „99 Prozent der steuerberatenden und wirtschaftsprüfenden Berufe sowie Steuerpflichtigen seien nicht in kritische Modelle involviert. Ein ganzer Berufsstand dürfe nicht wegen weniger schwarzer Schafe kriminalisiert werden“. Auch mit Blick auf eine mögliche Anzeigepflicht für innerstaatliche Steuergestaltungen mahnte Elster in der Vergangenheit mehrfach an, dass Steuerberater nicht die „Reparaturabteilung“ des Gesetzgebers seien.

### Grundsteuerreform
Die Grundsteuerreform umfasst deutschlandweit rund 35 Millionen Grundstücke. Elster warnte vor einer zu komplexen Reform, da sie bei vielen Steuerpflichtigen zu einem hohen Beratungsbedarf führen würde. Nach Schätzungen Elsters werden auf jeden Steuerberater rund 400 Grundstücksbewertungen zukommen, was insbesondere für kleine und mittlere Kanzleien angesichts des Mangels an Nachwuchskräften eine Herausforderung werden dürfte.

### Vertragsverletzungsverfahren
Die EU-Kommission fordert seit 2018 die Bundesregierung auf, die Vorbehaltsaufgaben im Steuerberatungsgesetz zu überarbeiten. Sie hält die Regelungen der Vorbehaltsaufgaben für „inkohärent“ und „unverhältnismäßig“. Letztlich zielt das von der EU-Kommission angestrengte Vertragsverletzungsverfahren darauf, den Steuerberatungsmarkt zu liberalisieren. DStV-Präsident Elster sieht im Ansinnen der Kommission einen Angriff auf den Berufsstand. „Nachdem die EU-Kommission mit dem Dienstleistungspaket zu scheitern droht, stellt sie diesmal die Vorbehaltsaufgaben des steuerberatenden Berufs grundsätzlich in Frage“.

### Whistleblower-Richtlinie
Elster kritisiert scharf die 2019 beschlossene EU-Richtlinie zum einheitlichen, europaweiten Hinweisgeberschutz im Hinblick auf die unterschiedlichen Standards der Verschwiegenheitspflichten von Steuerberatern und steuerlich beratenden Rechtsanwälten. „Es ist nicht nachzuvollziehen, dass auf europäischer Ebene eine Unterscheidung zwischen der anwaltlichen Verschwiegenheitspflicht und den Verschwiegenheitspflichten von Steuerberatern und Wirtschaftsprüfern eingeführt wird. Es liegt auf der Hand, dass dies in Deutschland zu praxisrelevanten Problemen führen wird“.